# 6 décembre dans les chemins de fer
6 novembre 6 janvier
Chronologies thématiques
- Croisades
- Sports
- Disney

Cette page concerne les événements qui se sont déroulés un 6 décembre dans les chemins de fer.

## Événements

### XXesiècle
- 1918 : en France, dans l'Indre, sur la ligne Paris-Toulouse, vers 3 heures, deux trains de permissionnaires partis de Limoges à quelques minutes d'intervalle se télescopent dans le brouillard en gare de Lothiers. On dénombre 74 morts[1].
- 1975 : en France, ouverture de la seconde section de la « ligne du Plateau » desservant la ville nouvelle d'Évry, entre les gares de Grigny - Centre et Corbeil-Essonnes.